# Epaphroditos (Freigelassener Neros)

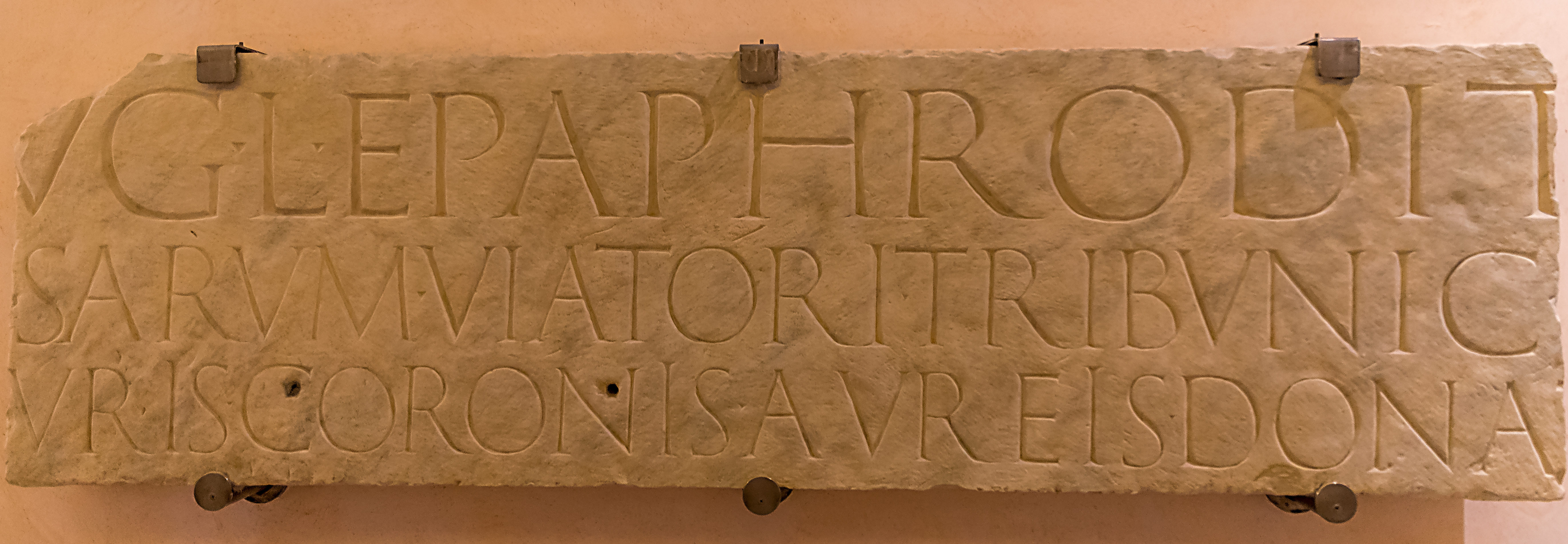
Bruchstück der großen Grabinschrift für den kaiserlichen Freigelassenen Epaphroditos aus dem 1. Jahrhundert (AE 1914, 279)

Epaphroditos (Griechisch: Ἐπαφρόδιτος) oder Tiberius Claudius Epaphroditus war vermutlich griechischer Herkunft und lebte im 1. Jahrhundert. Er war wahrscheinlich bereits ein Freigelassener (libertus) des Kaisers Claudius und diente dessen Nachfolger Nero seit etwa 62 n. Chr. als Kanzleileiter der a libellis. Epaphroditos, somit selbst ein vormaliger Unfreier, hatte den aus Kleinasien stammenden und später bekannten Philosophen Epiktet als Sklaven in Rom erworben.
Im Jahr 65 erfuhr Epaphroditos von Milichus, einem Freigelassenen des Senators Flavius Scaevinus, von einer geplanten Verschwörung gegen Nero. Die erfolgreiche Vereitlung des geplanten Attentats auf Nero verhalf Epaphroditos zu großem Reichtum und zu außerordentlichen Ehrungen. So erhielt er außerhalb jeder Norm die dona militaria, ohne je ein militärisches Kommando oder Amt innegehabt und weder dem senatorischen noch dem ritterlichen Stand angehört zu haben. Dieses bisher beispiellose Novum einer nicht standesgemäßen Ehrung ließ sich Epaphroditos, ungeachtet der Erklärung Neros zum Volksfeind (hostis publicus), später auf seiner Grabinschrift anbringen.
Gegen Ende des 1. Jahrhunderts, um das Jahr 95, ordnete Kaiser Domitian die Verbannung (deportatio) des Freigelassenen an. Kurze Zeit später wurde er auf dessen Befehl hin getötet. Der Anlass für das Vorgehen gegen Epaphroditos bestand in dessen Mitwirkung bei der Flucht Neros beziehungsweise an der nicht erfolgten Hinderung des princeps an seinem Selbstmord.